# Fred Kelemen

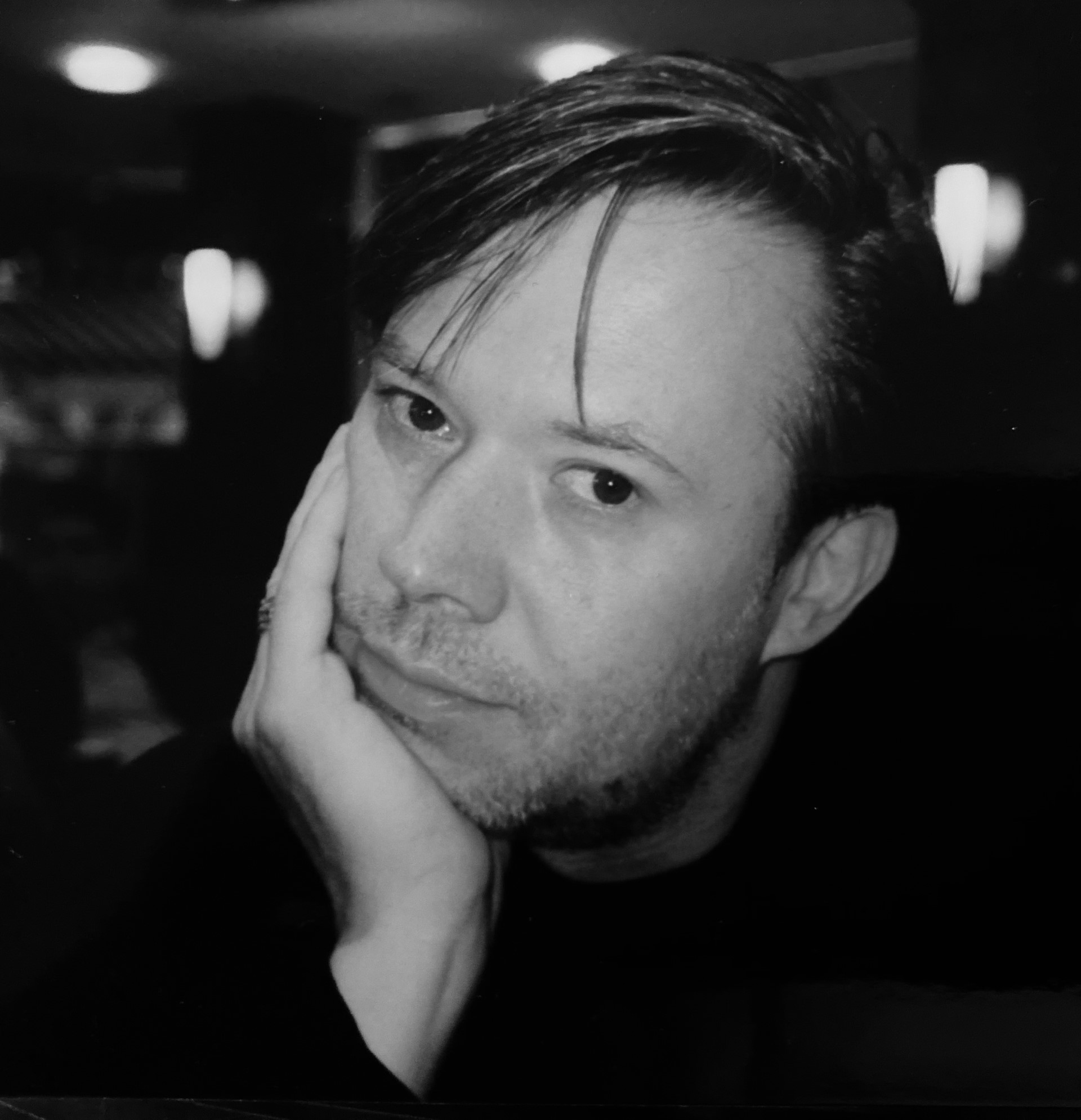
Fred Kelemen

Fred Kelemen (Berlín, 6 de enero de 1964) es un director de cine y teatro, director de fotografía y escritor húngaro-alemán. 
Susan Sontag ayudó a promover el trabajo de Kelemen a mediados de la década de 1990, comparándolo con artistas como Alexander Sokúrov, Béla Tarr y Šarūnas Bartas. 

## Biografía
Fred Kelemen estudió pintura, música, filosofía, ciencias de las religiones y teatro antes de asistir a la Deutsche Film- und Fernsehakademie Berlin (Academia Alemana de Cine y Televisión) de 1989 a 1994. Su película de graduación Verhängnis (1994) recibió reconocimiento internacional debido a su inusual estética visual en el Festival de Cine de Londres y en el Anthology Film Archives de Nueva York y ganó el Premio FIPRESCI en el Festival Internacional de Cine de Toronto en 1994 y la cinta cinematográfica en el Premio de Cine Alemán en 1995 otorgado en plata. La película también se proyectó en otros festivales de cine, incluidos Bogotá, Kiev y Riga. 
También ha dirigido Frost (1997/98), Abendland (1999) y Verhängnis (2005), cada una de las cuales atrajo atención internacional y numerosos premios.
Kelemen ha trabajado como director de fotografía para directores de cine como Béla Tarr ( Utazás az Alföldön, 1995, El hombre de Londres, 2007, El caballo de Turín, 2011), Rudolf Thome (The Visible and the Invisible, 2007), Gariné Torossian (Stone, Time, Touch, 2005), Joseph Pitchhadze (Sukaryot, 2012/2013), Pavel Lungin (Esau, 2018) y otros.
Retrospectivas de sus películas han sido presentadas en la Tate Modern de Londres, Anthology Film Archives de Nueva York, el National Film Theatre de Budapest o en la Cineteca Nacional de Ciudad de México. En julio de 2024 participará en el festival cinematográfico new horizons en Breslavia. 
Desde 2000 también ha dirigido varias obras de teatro, incluida una adaptación de Fahrenheit 451 de Ray Bradbury en el Schauspielhaus de Hannover y Deseo bajo los olmos de Eugene O'Neill en la Volksbühne de Berlín. Además, Kelemen ha trabajado como profesor en institutos de cine y medios y universidades en varios lugares.
Con su productora Kino Kombat Filmmanufactur, Kelemen produjo su película Krisana (coproductora: Laima Freimane/Screen Vision, Letonia, 2005) y produjo o coprodujo las películas Moskatchka de Annett Schütze (coproductora: Laima Freimane /Screen Vision, Letonia, 2005), "Girlfriends" de Jana Marsik (coproductores: Laima Freimane/Screen Vision, Letonia, Jana Marsik) y Fragment de Gyula Maár (productor: Béla Tarr/TTFilmműhely, Hungría, 2007). 
En 2016/17 actuó en la película Suspiria de Luca Guadagnino con Tilda Swinton, Ingrid Caven, Angela Winkler, Dakota Johnson, Mia Goth, entre otros. 
Keleman imparte clases magistrales y ha sido profesor invitado en diversas escuelas y universidades de cine nacionales e internacionales (Academia Alemana de Cine y Televisión de Berlín, Escuela de Artes Visuales; Universidad de Tel Aviv; Academia Cultural de Letonia en Riga; Universidad de Chile; Kidderminster College; Centro de Estudios Cinematográficos de Cataluña; Thammasat University, Bangkok, Tailandia;Universidad de Harvard; École des Beaux-Arts Lyon, Francia; Universidad de Bellas Artes de Saar, Saarbrücken, Alemania). 
Fred Kelemen es miembro de la Academia de Artes y Ciencias Cinematográficas (AMPAS), Estados Unidos; de la Academia de Cine Europeo (EFA), de la Academia de Cine Alemana y del Parlamento Cultural Europeo (ECP). 

## Filmografía
Director
- 1993 -  Kalyi - Zeit der Finsternis [6]
- 1994 -  Verhängnis [7]
- 1997/1998 -  Frost [8]
- 1999 -  Abendland [9]
- 2000 - Invocación [10]
- 2005 -  Krisana [11]
- 2016 -  Sarajevo Songs Of Woe [12]

Director de fotografía
- 1993 -  Kalyi - Zeit der Finsternis
- 1994 -  Verhängnis
- 1995 -  Utazás az Alföldön (corto) [13]
- 1997/1998 -  Frost
- 1999 -  Abendland
- 2000 -  Tatau Samoa (documental) [14]
- 2007 -  Stone Time Touch (documental) [15]
- 2007 -  El hombre de Londres
- 2007 -  The Visible and the Invisible (corto) [16]
- 2011 -  El caballo de Turín [17]
- 2013 -  Sukaryot [18]
- 2016 -  Sarajevo Songs of Woe
- 2018 - Esau [19]

## Premios
- 1994 – Premio FIPRESCI por Verhängnis
- 1995 – Premio Nacional de Cine Alemán (Cinta de Plata) por Verhängnis
- 1998 – FIPRESCI- Premio por Frost
- 1998 - Taormina International Film Festival. Silver Charybdis por Frost [20]
- 1998 - Rotterdam International Film Festival - Premio por Frost [21]
- 1999 – Premio Principado de Asturias al Mejor Largometraje - Premio por Abendland
- 2005 – FIPRESCI- Premio por Krisana
- 2005 – Premio Nacional de Cine de Letonia "Mejor director de fotografía" por Krisana [22]
- 2005 – Premio de la Cámara Alemana - Nominación
- 2011 – Cámara de Oro 300 - Festival Internacional de Cine de Cineastas Manaki Brothers / Macedonia por El caballo de Turín
- 2011 – Premio Carlo Di Palma al Mejor Director de Fotografía Europeo - Nominación
- 2012 – Premio Nacional de Cine de Hungría - Mejor director de fotografía
- 2012 – Premio a la Innovación de la Asociación Alemana de Críticos de Cine por El caballo de Turín
- 2016 – Premio Especial MASTER, Festival Internacional de Cine de Ereván "Golden Apricot"
- 2016 – Medalla de Oro San Grigor Narekatsi del Ministerio de Cultura de Armenia, Ereván/Armenia